# Isakovocultuur
De Isakovocultuur (Russisch: Исаковская культура) was een archeologische cultuur van het neolithicum (einde 4e millennium v.Chr.) in de Angara-regio van de oblast Irkoetsk. De cultuur werd voor het eerst beschreven door Aleksej Okladnikov in de jaren vijftig van de 20e eeuw, op basis van materialen uit de begraafplaatsen van Ponomarjova, Isakovo en andere.
De basis van de economie was de jacht.
De doden werden in ondiepe kuilen begraven, op hun rug en in een uitgestrekte positie. Aan het voeten- of hoofdeinde werd aardewerk geplaatst. Het vaatwerk was klein, dunwandig, eivormig en met ronde bodems. Naast aardewerk werd in de graven soms oker gevonden. Op het graf werd een steen geplaatst. Enkelvoudige begrafenissen overheersen. 
De stenen werktuigen omvatten driehoekige pijlpunten, speerpunten, dolken, messen, dissels en schrapers. Veel samengestelde gereedschappen werden gevonden, zoals messen en speerpunten van been met vuurstenen inzetstukken. Daarnaast waren er punten, priemen en naalden van been. 
Als sieraden werden hangers van dierentanden gedragen, waaronder gespleten zwijnenslagtanden.